# N42 (Niger)
Die N42 oder RN42 ist eine hochrangige Straße vom Typ Nationalstraße (französisch route nationale) in der Region Diffa in Niger.

## Verlauf und Charakteristik
Die N42 ist insgesamt 13 Kilometer lang. Sie beginnt im Stadtzentrum von Maïné-Soroa, wo sie von der N1 abzweigt. Von dort aus verläuft sie Richtung Südosten bis zur Staatsgrenze mit Nigeria.
Es handelt sich durchgängig um eine einfache Landstraße.